# 相撲部屋

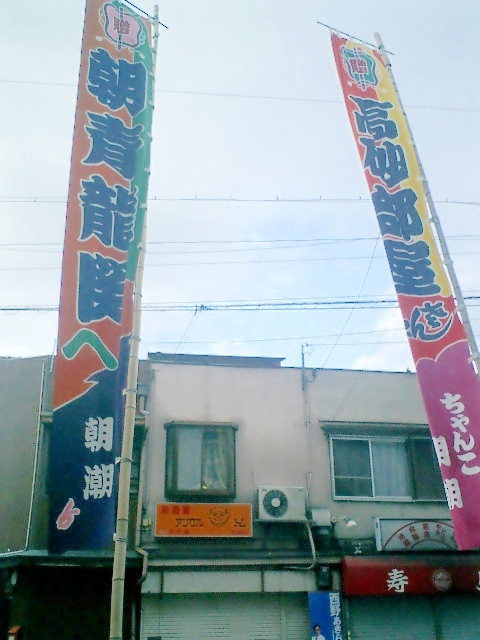
部屋を応援する幟の一例

相撲部屋（すもうべや）は、大相撲の協会員が所属する団体。および、その団体が生活の拠点とする施設。

## 概要
大相撲では指導者である年寄（親方）と力士（弟子）との間で疑似的な大家族制を取っている。
力士は部屋に所属し、疑似大家族として部屋が所有する施設で共同生活を営みながら、相撲の稽古をする。
現在でも日本相撲協会の年寄・力士・行司・呼出・床山・若者頭・世話人は全員いずれかの相撲部屋に所属しており、所属していない者は本場所に出場できない。また、相撲部屋の廃止や新たな相撲部屋が創立される場合を除くと、相撲部屋の間で移籍することも基本的にはできない。

## 相撲部屋の運営

### 名称
該当部屋に所属する年寄の中の責任者（師匠）の年寄名跡が部屋名に冠せられる。そのため、同じ部屋の部屋名のみ変更になる例、逆に、組織的つながりはなくても部屋名が同一になる例がある。

### 部屋の日常
相撲部屋の構成員は、部屋を代表する年寄（師匠）を中心に生活を共にする。
特に幕下以下の力士（取的）は大部屋で共同生活をする。十両以上の関取になると個室が与えられる。力士が独身の間は、部屋の外に住むことは許されないことが一般的である。しかし、関取を多く擁している部屋では個室が足りなくなり、やむを得ず関取にマンション暮らしを許す場合がある（春日野部屋や九重部屋など）。関取になると結婚が許され、家庭を持った力士は基本的に部屋を出て住居を構える。
各部屋は、それぞれ自前の稽古場を持つ。以前は、稽古場を構えず、一門の部屋への出稽古を常態としていた部屋もあったが、1965年1月場所からの部屋別総当たり制を機に、稽古土俵を持たなければ部屋の新設・存続は認められなくなった。
伝統的に部屋では、所属力士が多くとも稽古土俵を1つしか設けない。これは「他人の相撲を見るのも稽古のうち」とか、「他人を押しのけて土俵に上がるほどの積極性を力士に持たせるため」という意図からであるとされる。一部の部屋では稽古の効率化のために2つの土俵を備えている（前田山の高砂部屋、照國の伊勢ヶ濱部屋、琴櫻の佐度ヶ嶽部屋、稀勢の里の二所ノ関部屋）。また、肥後ノ海の木瀬部屋では、2017年11月場所（九州場所）の宿舎に3つの土俵を設置したことがあった。

### 協会からの独立性
各相撲部屋は基本的に日本相撲協会から独立して運営されている。協会から所属力士数等に応じて補助金が交付されるが、これだけでは部屋の運営を賄うことはできず、自前で必要経費を調達する。部屋の施設も相撲部屋が所有または賃貸しているものである。
また、町興しの一環として相撲部屋が運営されている面もある。
同部屋の力士は疑似的な家族であるとされ、本割では対戦しない（部屋別総当たり制）。

### 部屋の継承、増減
相撲部屋も、通常の"イエ"のように、師匠から弟子へと、年寄名跡に付随する形で継承される。継承に際して、師匠の娘を有力な弟子と結婚させて養子縁組を行い、婿入りの形で民法上も親子関係を築く事例が少なくない。そのため、「部屋持ち親方は娘が生まれると赤飯炊いて喜ぶ」「相撲部屋に男児はいらぬ」と俗に言われる（師匠の息子が年寄襲名資格を満たせる成績を達成する保証はないため）。
1つの部屋に部屋の創設の資格および意志を持った力士が複数名いる場合は、分家独立をして新しい部屋を構えることもある。逆に、後継者に恵まれなかった部屋や、年寄・力士がいなくなった部屋は閉鎖され、"イエ"の系統は途絶える（残っていた部屋の構成員は、他部屋に移籍する。
部屋数は昭和まではおおむね30部屋前後で安定していたが、平成になると若乃花・貴乃花兄弟の活躍によって相撲人気が高まり総力士数が増え、それに合わせて部屋の新設が相次ぎ、2004年には史上最高の55部屋にまで到達した。しかし、新しい部屋の乱立によって所属力士が数人しかいない小規模な部屋が多くなり、部屋の運営に支障をきたしたり、歴史の浅い部屋が大相撲の伝統をうまく継承できずに力士が問題を起こすケースが出てきた。これを受けて、これまで明文化されていなかった部屋創設の要件として、師匠の現役時の成績を設けることによって（後述）、分家独立を抑制させた。平成後期以降は入門者の減少と合わせて部屋数も減少し、2025年5月現在は45部屋に落ち着いている。

### 一門との関係
部屋の分離独立が進むと、同一の部屋から分離独立した部屋の系統が発生する。これらの系統に基づく部屋の集まりを「一門」と呼び、現在でも冠婚葬祭や合同稽古などを実施、協会の役員選挙も慣例的に一門別に頭数が割り振られている。かつては無所属の部屋も許されていたが、2018年の貴乃花一門の解散を機に、いずれかの一門への所属が義務付けられるようになった（一門制度）。

### 東京以外の宿舎
国技館との間の交通の便などを考慮し、2024年現在では相撲部屋の本拠地は全て関東地方に存在するが、大阪・名古屋・福岡の本場所開催時には、力士や親方・スタッフは場所の前後を含め約1か月ほど現地に滞在する必要が生じる。そのため各部屋は現地滞在用の宿舎を独自に確保している。
宿舎として使われる施設は主に神社や寺が多いが、後援者の伝手などを頼り大学や企業の研修施設を利用する例や、ラグビー場や競馬場などの広大な公共施設の一角を利用する例、旅館やスーパー銭湯などを利用する例、パチンコ店の元店舗や支援者企業の倉庫などを転用する例などもあり、部屋によって様々である。なお、地方場所の宿舎について、一部の部屋で暴力団関係者とのつながりが指摘されている例もあった事から、相撲協会による実態調査も行われたことがある。
地方場所においては場所前後の1か月程度を現地に滞在する事から、稽古の見学や交流イベントなど地域住民との交流もはかられているが、2020年以降の新型コロナウイルス感染症（COVID-19）の感染拡大時においては、感染拡大防止対策の一環により、関係者の現地滞在期間が短縮されたり、交流イベントを中止するような制限も出ている。

## 相撲部屋を取り巻く環境
番付上での力士の数は、1994年夏場所の943人がピークで、以降、少子化やスポーツの多様化で右肩下がりとなり、2013年春場所は605人にまで落ち込んだ。一時期、回復したが、2024年1月場所は599人で、45年ぶりに600人を割った。新弟子確保が課題で、2023年の新弟子検査合格者は53人と6場所体制下で最小を記録した。
2024年1月場所での所属力士数は、44部屋のうち、九重部屋が25人でトップ。2位は24人の佐渡ケ嶽部屋と高砂部屋、4位は22人の木瀬部屋、5位21人の玉ノ井部屋、6位追手風部屋と伊勢ケ浜部屋20人、8位19人出羽海部屋、9位は18人の6部屋（境川、式秀、高田川、二所ノ関、八角、宮城野）となる。一方、最少は、錦戸部屋の2人で、続いて片男波部屋の4人、安治川部屋の6人である。
近年では核家族化の傾向も手伝って、力士志願の若者の中にも従来の大家族的な大所帯での生活になじめない者も多く、多数の兄弟子がいる大部屋をむしろ避ける傾向も見られる。出羽海や高砂などといった名門部屋でも、大部屋としてまとまっていくのは難しくなってきている。元横綱の栃ノ海は停年退職後に相撲部屋の小規模化の弊害について「稽古相手が少ないから強くならない。少ない弟子が部屋を去ることを恐れて親方が弟子に甘くなりがちである」とする趣旨の指摘を行ったことがある。
また、協会から独立運営であるが故に相撲部屋の閉鎖性も指摘され、コンプライアンスに対する認識の甘さから部屋内での所属員による暴力事件・パワーハラスメント・モラルハラスメントが顕在化しつつあり、事件発覚のたびに処分が繰り返されている現状である。日本相撲協会ではコンプライアンス委員会を設置し「暴力行為禁止規定」を定め、対象者への厳罰化、さらには内部通報窓口による情報提供も行われているが、こうしたコンプライアンス遵守が協会員の間で徹底されていない現実がある。処分としては協会員の解雇などに加え、親方に対しては部屋を運営する素質が認められない場合は降格に加え、師匠の交代、部屋の閉鎖などの厳罰が科されることもあるが、一部の部屋では協会に所属しない部屋の関係者（師匠夫人、いわゆる「女将」など）によるコンプライアンス違反の事例も見られ、こうした協会員以外の関係者には「協会としての指導や処分が下せない」問題も浮上している。
かつて相撲部屋の女将は旅館や料亭の娘や花柳界の女性らがなる例も多かったというが、現在は結婚前に1人の女性として職を持ちながら関取と恋愛結婚して女将になるケースが多い。
平成時代からはウエイトトレーニング設備を備えた部屋も多い。昭和時代までは器具で作った筋肉は相撲では役に立たないと敬遠される傾向があった（隆の里や霧島など昭和世代の力士にもウエイトトレーニングを取り入れた例はあった）が、平成に入って貴乃花や武双山らの成功もあって、力士が他のトレーニングジムへ通う煩を避けるためもあり、こうした傾向が進んでいる。入門時の基準にこうした設備の充実を挙げる新弟子も少なくない。2010年代では九重部屋や伊勢ヶ濱部屋が筋力トレーニングを行う部屋の代表となっている。
力士の喫煙に関しては各部屋の師匠の考えによって異なる。かつては喫煙したら破門という部屋もあったが、中には上がり座敷で喫煙しながら指導していた親方もあり、師匠が喫煙者だと力士も容認される傾向にある。稽古場の陰に灰皿が置かれ、力士の稽古後の一服が珍しくない部屋もある。かつては角界においては喫煙者が珍しくない状況であったが、2023年7月場所終了時点では十両以上の関取70人のうち、喫煙者は10数％ほどで、8、9人に1人程度の割合である。
多くの相撲部屋は、一般人の希望があれば稽古の見学を受け入れている。ただし、多くの部屋では見学者が守らなければならないルールを設けているのが実情である。一般に、相撲部屋の稽古見学では、私語、喫煙、飲食、席の途中移動、携帯電話の電源をONにすること、無断撮影、着帽・サングラスの着用、土俵や力士に足を向けること、土俵や稽古スペースに入り込むこと、体調不良時の見学が禁止されている。
2020年以降に日本で新型コロナウイルス感染症（COVID-19）が流行した際、相撲部屋による共同生活が感染拡大防止のために避けるべき「密閉・密集・密接」という“3密”の最たる例でもあると指摘された。2021年には荒汐部屋や九重部屋からそれぞれ12人以上の感染者が確認されクラスター化した。2022年2月には幕内42人中過半数が感染した。
嘉風は現役終盤期に御嶽海、正代との鼎談で「基本的には名門大学ほどラインが強い。しかも有能な人材ほど、好きに部屋を選ばせてもらえない」と、大学の相撲部と相撲部屋の間にある人材供給のパイプの存在について語っている。

## 部屋一覧
2025年7月6日現在の相撲部屋（5大一門、計45部屋）。すべて所在地が関東であり、特に両国国技館周辺の東京都墨田区に集中立地している。
| 部屋名       | 開祖                           | 師匠                            | 部屋付き親方 | 一門              | 創設年月日     | これまでの出世頭（十両以上、太字は現役力士）                                                                               | 現役の出世頭（十両以上）  | 独立した部屋（太字は現存する相撲部屋）                  | 合併した部屋                           | 旧部屋名                                                           | 備考 |
| ------------ | ------------------------------ | ------------------------------- | --- | ----------------- | -------------- | --- | ------------------------- | ------------------------------------------------------- | -------------------------------------- | ------------------------------------------------------------------ | --- |
| 出羽海部屋   | 3代出羽ノ海 （幕下・桂川）     | 11代出羽海 （前2・小城ノ花）    | 14代中立（小結・小城錦） 16代高崎（前6・金開山） | 出羽海一門 総帥   | 1862年         | 横綱・常陸山 横綱・大錦 横綱・栃木山 横綱・常ノ花 横綱・武藏山 横綱・安藝ノ海 横綱・千代の山 横綱・佐田の山 横綱・三重ノ海 | 大関・御嶽海              | 春日野部屋 九重部屋 武蔵川部屋 中立部屋 田子ノ浦部屋    | 田子ノ浦部屋                           |                                                                    | |
| 春日野部屋   | 8代春日野 （横綱・栃木山）     | 11代春日野 （関脇・栃乃和歌）   | 9代富士ヶ根（小結・大善） 15代二十山（小結・栃乃花） 24代竹縄（関脇・栃乃洋） 12代三保ヶ関（前1・栃栄） 13代清見潟（関脇・栃煌山） 19代岩友（関脇・碧山） | 出羽海一門        | 1925年         | 横綱・栃錦 横綱・栃ノ海 | 前18・栃大海              | 玉ノ井部屋 入間川部屋 千賀ノ浦部屋                      | 田子ノ浦部屋 二所ノ関部屋 三保ヶ関部屋 |                                                                    | |
| 玉ノ井部屋   | 13代玉ノ井 （関脇・栃東）      | 14代玉ノ井 （大関・栃東）       | 不在 | 出羽海一門        | 1990年1月      | 大関・栃東 | 前4・富士東               | なし                                                    | なし                                   |                                                                    | |
| 雷部屋       | 16代入間川 （関脇・栃司）      | 17代雷 （小結・垣添）           | 16代入間川（関脇・栃司） | 出羽海一門        | 1993年1月      | 前4・皇司 | 前11・獅司                | なし                                                    | なし                                   | 2023年1月31日までは入間川部屋。                                    | |
| 山響部屋     | 一代北の湖 （横綱・北の湖）    | 20代山響 （前1・巌雄）          | 29代小野川（前2・北太樹） | 出羽海一門        | 1985年12月1日  | 小結・臥牙丸 | 前15・北磻磨              | なし                                                    | 二十山部屋 木瀬部屋 三保ヶ関部屋       | 2015年11月30日までは北の湖部屋。                                   | |
| 式秀部屋     | 9代式守秀五郎 （小結・大潮）   | 10代式守秀五郎 （前9・北桜）    | 不在 | 出羽海一門        | 1992年4月      | 十14・千昇 | 不在                      | なし                                                    | なし                                   |                                                                    | 2013年1月4日までは時津風一門所属。                                                                       |
| 木瀬部屋     | 11代木村瀬平 （前1・肥後ノ海） | 11代木村瀬平 （前1・肥後ノ海）  | 15代若藤（前4・皇司） 13代稲川（小結・普天王） 17代井筒（前12・明瀬山）                                                                                   | 出羽海一門        | 2003年12月1日  | 小結・臥牙丸 小結・常幸龍 小結・宇良                                                                                       | 小結・宇良                | なし                                                    | なし                                   |                                                                    | 2010年5月31日から2012年4月1日まで部屋閉鎖処分。                                                          |
| 尾上部屋     | 17代尾上 （小結・濱ノ嶋）      | 17代尾上 （小結・濱ノ嶋）       | 22代千賀ノ浦（前12・里山） 22代北陣（前8・天鎧鵬） | 出羽海一門        | 2006年8月1日   | 大関・把瑠都 | 不在                      | なし                                                    | なし                                   |                                                                    | |
| 藤島部屋     | 14代武蔵川 （横綱・三重ノ海）  | 18代藤島 （大関・武双山）       | 15代大鳴戸（大関・出島） 14代山分（前1・武雄山） 13代待乳山（前3・武州山） 18代出来山（前2・翔天狼）                                                      | 出羽海一門        | 1981年8月      | 横綱・武蔵丸 | 前12・武将山              | 武蔵川部屋 二子山部屋                                   | なし                                   | 2010年9月30日までは武蔵川部屋。                                    | |
| 武蔵川部屋   | 15代武蔵川 （横綱・武蔵丸）    | 15代武蔵川 （横綱・武蔵丸）     | 不在 | 出羽海一門        | 2013年4月1日   | 不在 | 不在                      | なし                                                    | なし                                   |                                                                    | |
| 二子山部屋   | 14代二子山 （大関・雅山）      | 14代二子山 （大関・雅山）       | 不在 | 出羽海一門        | 2018年4月1日   | 前8・狼雅 | 前8・狼雅                 | なし                                                    | なし                                   |                                                                    | |
| 境川部屋     | 12代中立 （小結・両国）        | 13代境川 （小結・両国）         | 18代関ノ戸（小結・岩木山） 15代山科（前2・豊響） 20代振分（関脇・妙義龍） 20代立田川（前14・寶千山）                                                      | 出羽海一門        | 1998年5月      | 大関・豪栄道 | 小結・平戸海              | 武隈部屋                                                | なし                                   | 2003年1月までは中立部屋。                                          | |
| 武隈部屋     | 14代武隈 （大関・豪栄道）      | 14代武隈 （大関・豪栄道）       | 不在 | 出羽海一門        | 2022年2月1日   | 前2・豪ノ山 | 前2・豪ノ山               | なし                                                    | なし                                   |                                                                    | |
| 立浪部屋     | 4代立浪 （小結・緑嶌）         | 7代立浪 （小結・旭豊）          | 不在 | 出羽海一門        | 1915年         | 横綱・双葉山 横綱・羽黒山 横綱・双羽黒 横綱・豊昇龍                                                                        | 横綱・豊昇龍              | 中川部屋 時津風部屋 春日山部屋 大島部屋 武隈部屋        | 追手風部屋 熊ヶ谷部屋                  |                                                                    | 2012年5月までは伊勢ヶ濱一門所属。 2018年5月までは貴乃花一門所属。 2018年9月までは無所属。                |
| 二所ノ関部屋 | 16代荒磯 （横綱・稀勢の里）    | 13代二所ノ関 （横綱・稀勢の里） | 不在 | 二所ノ関一門 総帥 | 2021年8月1日   | 横綱・大の里 | 横綱・大の里              | 中村部屋                                                | 尾車部屋                               | 2021年12月23日までは荒磯部屋。                                     | |
| 中村部屋     | 13代中村 （関脇・嘉風）        | 13代中村 （関脇・嘉風）         | 不在 | 二所ノ関一門      | 2024年6月1日   | 前3・友風 | 前3・友風                 | なし                                                    | なし                                   |                                                                    | |
| 放駒部屋     | 9代松ヶ根 （大関・若嶋津）     | 18代放駒 （関脇・玉乃島）       | 10代松ヶ根（前8・玉力道） | 二所ノ関一門      | 1990年2月18日  | 小結・松鳳山 | 前4・一山本               | なし                                                    | 二所ノ関部屋                           | 2014年12月1日までは松ヶ根部屋。 2021年12月23日までは二所ノ関部屋。 | |
| 佐渡ヶ嶽部屋 | 11代佐渡ヶ嶽 （小結・琴錦）    | 13代佐渡ヶ嶽 （関脇・琴ノ若）   | 13代粂川（小結・琴稲妻） 16代白玉（前3・琴椿） 18代浜風（前3・五城楼） 18代荒磯（関脇・琴勇輝） 9代尾車（前4・琴恵光）                                    | 二所ノ関一門      | 1955年         | 横綱・初代琴櫻 | 大関・2代琴櫻             | 尾車部屋 鳴戸部屋 秀ノ山部屋                            | なし                                   |                                                                    | |
| 押尾川部屋   | 22代押尾川 （関脇・豪風）      | 22代押尾川 （関脇・豪風）       | 不在 | 二所ノ関一門      | 2022年2月7日   | 前10・矢後 | 前10・矢後                | なし                                                    | 尾車部屋                               |                                                                    | |
| 鳴戸部屋     | 15代鳴戸 （大関・琴欧洲）      | 15代鳴戸 （大関・琴欧洲）       | 不在 | 二所ノ関一門      | 2017年4月1日   | 小結・欧勝馬 | 小結・欧勝馬              | なし                                                    | なし                                   |                                                                    | |
| 秀ノ山部屋   | 14代秀ノ山 （大関・琴奨菊）    | 14代秀ノ山 （大関・琴奨菊）     | 不在 | 二所ノ関一門      | 2024年10月19日 | 不在 | 不在                      | なし                                                    | なし                                   |                                                                    | |
| 片男波部屋   | 12代片男波 （関脇・玉乃海）    | 14代片男波 （関脇・玉春日）     | 17代熊ヶ谷（前9・玉飛鳥） | 二所ノ関一門      | 1961年5月      | 横綱・玉の海 | 関脇・玉鷲                | なし                                                    | 中川部屋                               |                                                                    | |
| 田子ノ浦部屋 | 13代鳴戸 （横綱・隆の里）      | 15代田子ノ浦 （前8・隆の鶴）    | 不在 | 二所ノ関一門      | 1989年2月1日   | 横綱・稀勢の里 | 大関・髙安                | 西岩部屋 二所ノ関部屋                                   | なし                                   | 2013年12月25日までは鳴戸部屋。                                     | |
| 西岩部屋     | 12代西岩 （関脇・若の里）      | 12代西岩 （関脇・若の里）       | 不在 | 二所ノ関一門      | 2018年2月1日   | 不在 | 不在                      | なし                                                    | 峰崎部屋                               |                                                                    | |
| 高田川部屋   | 8代高田川 （大関・前の山）     | 9代高田川 （関脇・安芸乃島）    | 15代花籠（関脇・太寿山） | 二所ノ関一門      | 1974年4月      | 小結・前乃臻 小結・剣晃 小結・竜電                                                                                         | 小結・竜電                | なし                                                    | 峰崎部屋                               |                                                                    | 1998年1月までは高砂一門所属。 2011年1月17日までは無所属。                                                |
| 芝田山部屋   | 12代芝田山 （横綱・大乃国）    | 12代芝田山 （横綱・大乃国）     | 7代峰崎（前2・三杉磯） | 二所ノ関一門      | 1999年6月      | 十7・若乃島 | 不在                      | なし                                                    | 放駒部屋 峰崎部屋                      |                                                                    | |
| 大嶽部屋     | 一代大鵬 （横綱・大鵬）        | 17代大嶽 （十4・大竜）          | 不在 | 二所ノ関一門      | 1971年12月     | 関脇・巨砲 関脇・王鵬 | 関脇・王鵬                | 阿武松部屋                                              | 押尾川部屋                             | 2004年1月1日までは大鵬部屋。                                       | 2010年1月までは二所ノ関一門所属。 2018年6月までは貴乃花一門所属。 2018年9月までは旧貴乃花一門所属扱い。  |
| 阿武松部屋   | 12代阿武松 （関脇・益荒雄）    | 13代阿武松 （前8・大道）        | 12代不知火（小結・若荒雄） | 二所ノ関一門      | 1994年10月     | 小結・若荒雄 小結・阿武咲                                                                                                  | 前3・阿武剋               | なし                                                    | なし                                   |                                                                    | 2010年1月までは二所ノ関一門所属。 2018年6月までは貴乃花一門所属。 2018年9月までは旧貴乃花一門所属扱い。  |
| 常盤山部屋   | 19代千賀ノ浦 （関脇・舛田山）  | 17代常盤山 （小結・隆三杉）     | 14代湊川（大関・貴景勝） | 二所ノ関一門      | 2004年9月27日  | 大関・貴景勝 | 関脇・隆の勝              | なし                                                    | 貴乃花部屋                             | 2020年11月26日までは千賀ノ浦部屋。                                 | 2016年4月8日までは出羽海一門所属。 2018年6月までは貴乃花一門所属。 2018年9月までは旧貴乃花一門所属扱い。 |
| 湊部屋       | 22代湊 （小結・豊山）          | 23代湊 （前2・湊富士）          | 不在 | 二所ノ関一門      | 1982年12月     | 関脇・逸ノ城 | 不在                      | なし                                                    | なし                                   |                                                                    | 2017年12月17日までは時津風一門所属。 2018年9月までは無所属。                                             |
| 錣山部屋     | 20代錣山 （関脇・寺尾）        | 21代錣山 （小結・豊真将）       | 不在 | 二所ノ関一門      | 2004年1月27日  | 関脇・阿炎 | 関脇・阿炎                | なし                                                    | なし                                   |                                                                    | 2017年12月17日までは時津風一門所属。 2018年9月までは無所属。                                             |
| 時津風部屋   | 一代双葉山 （横綱・双葉山）    | 17代時津風 （前1・土佐豊）      | 13代枝川（前1・蒼樹山） 15代中川（前14・旭里） | 時津風一門 総帥   | 1941年5月      | 横綱・鏡里 | 大関・正代                | 立田川部屋 湊部屋 式秀部屋 荒汐部屋                     | 中川部屋                               | 1945年11月までは双葉山相撲道場。                                   | |
| 荒汐部屋     | 8代荒汐 （小結・大豊）         | 9代荒汐 （前2・蒼国来）         | 17代浦風（前1・敷島） | 時津風一門        | 2002年6月1日   | 関脇・若隆景 関脇・若元春                                                                                                  | 関脇・若隆景 関脇・若元春 | なし                                                    | 中川部屋 陸奥部屋                      |                                                                    | |
| 伊勢ノ海部屋 | 不明                           | 12代伊勢ノ海 （前3・北勝鬨）    | 13代勝ノ浦（前2・起利錦） 10代甲山（前11・大碇） 13代立川（関脇・土佐ノ海） 24代春日山（関脇・勢）                                                        | 時津風一門        | 1757年以前     | 横綱・谷風 横綱・柏戸 | 小結・錦木                | 鏡山部屋                                                | 中川部屋 鏡山部屋 陸奥部屋             |                                                                    | 1942年5月再興。                                                                                          |
| 音羽山部屋   | 24代音羽山 （横綱・鶴竜）      | 24代音羽山 （横綱・鶴竜）       | 9代陸奥（大関・初代霧島） | 時津風一門        | 2023年12月27日 | 大関・2代霧島 | 大関・2代霧島             | なし                                                    | 陸奥部屋                               |                                                                    | |
| 追手風部屋   | 11代追手風 （前2・大翔山）     | 11代追手風 （前2・大翔山）      | 12代立田山（前1・薩洲洋） 13代高島（関脇・髙望山） 8代鏡山（関脇・多賀竜）                                                                                | 時津風一門        | 1998年10月1日  | 関脇・追風海 関脇・大栄翔                                                                                                  | 関脇・大栄翔              | 中川部屋                                                | 春日山部屋 中川部屋 陸奥部屋           |                                                                    | 2016年12月22日までは伊勢ヶ濱一門所属。                                                                   |
| 高砂部屋     | 初代高砂 （前1・高砂）         | 8代高砂 （関脇・朝赤龍）        | 15代若松（前1・朝乃若） | 高砂一門 総帥     | 1880年頃       | 横綱・初代西ノ海 横綱・初代小錦 横綱・前田山 横綱・東富士 横綱・3代朝潮 横綱・朝青龍                                       | 大関・朝乃山              | 大山部屋 若松部屋 高田川部屋 東関部屋 中村部屋 錦戸部屋 | 大山部屋 若松部屋                      |                                                                    | |
| 錦戸部屋     | 10代錦戸 （関脇・水戸泉）      | 10代錦戸 （関脇・水戸泉）       | 21代千田川（前2・德勝龍） | 高砂一門          | 2002年12月1日  | 前13・水戸龍 | 前13・水戸龍              | なし                                                    | 押尾川部屋                             |                                                                    | |
| 九重部屋     | 11代九重 （横綱・千代の山）    | 14代九重 （大関・千代大海）     | 13代谷川（関脇・北勝力） 25代佐ノ山（前1・千代の国） 20代錦島（小結・千代鳳）                                                                             | 高砂一門          | 1967年1月31日  | 横綱・北の富士 横綱・千代の富士 横綱・北勝海                                                                               | 前2・千代翔馬             | 井筒部屋 八角部屋                                       | 井筒部屋                               |                                                                    | |
| 八角部屋     | 8代八角 （横綱・北勝海）       | 8代八角 （横綱・北勝海）        | 19代陣幕（前1・富士乃真） 14代東関（小結・高見盛） 13代君ヶ濱（関脇・隠岐の海） 14代大山（小結・北勝富士）                                                | 高砂一門          | 1993年10月     | 関脇・北勝力 関脇・隠岐の海                                                                                                | 前14・北の若              | なし                                                    | 東関部屋                               |                                                                    | |
| 伊勢ヶ濱部屋 | 3代安治川 （関脇・陸奥嵐）     | 10代伊勢ヶ濱 （横綱・照ノ富士） | 17代楯山（前6・誉富士） 23代間垣（前5・石浦） 14代宮城野（横綱・旭富士）                                                                                  | 伊勢ヶ濱一門 総帥 | 1979年4月      | 横綱・日馬富士 横綱・照ノ富士                                                                                              | 関脇・宝富士              | 安治川部屋                                              | 間垣部屋 朝日山部屋 宮城野部屋         | 2007年11月までは安治川部屋。                                       | |
| 安治川部屋   | 8代安治川 （関脇・安美錦）     | 8代安治川 （関脇・安美錦）      | 不在 | 伊勢ヶ濱一門      | 2022年12月1日  | 前1・安青錦 | 前1・安青錦               | なし                                                    | なし                                   |                                                                    | |
| 大島部屋     | 8代高嶋 （前4・八甲山）        | 6代大島 （関脇・旭天鵬）        | 18代玉垣（小結・智乃花） | 伊勢ヶ濱一門      | 1922年         | 横綱・吉葉山 | 不在                      | 追手風部屋 浅香山部屋                                   | 武隈部屋 大島部屋 中川部屋             | 1961年5月までは高嶋部屋。 2022年1月31日までは友綱部屋。            | |
| 浅香山部屋   | 15代浅香山 （大関・魁皇）      | 15代浅香山 （大関・魁皇）       | 13代友綱（関脇・魁聖） | 伊勢ヶ濱一門      | 2014年2月1日   | 十2・魁勝 | 十2・魁勝                 | なし                                                    | 朝日山部屋                             |                                                                    | |
| 朝日山部屋   | 19代朝日山 （関脇・琴錦）      | 19代朝日山 （関脇・琴錦）       | 不在 | 伊勢ヶ濱一門      | 2016年6月1日   | 不在 | 不在                      | なし                                                    | 中川部屋                               |                                                                    | 2017年1月12日までは二所ノ関一門所属。                                                                    |

## 過去に存在した部屋

### 平成以降
デフォルトでは消滅年月の昇順。部屋名は50音順ソート、師匠の列は番付順ソート。

#### 部屋の閉鎖によるもの
| 部屋名       | 師匠            | 一門                | 消滅年月   | 理由                                                                                         | 移籍先 （特記外は全員同一部屋）                                                                       | 備考                                                                                                 |
| ------------ | --------------- | ------------------- | ---------- | -------------------------------------------------------------------------------------------- | --- | --- |
| 春日山部屋   | 前頭1・大昇     | 立浪・伊勢ヶ濱      | 1990年7月  | 16代春日山が停年直前に部屋を閉鎖したため                                                     | 安治川部屋                                                                                            | 1997年7月再興                                                                                        |
| 大鳴戸部屋   | 関脇・高鉄山    | 立浪・伊勢ヶ濱      | 1995年1月  | 11代大鳴戸が廃業したため                                                                     | 桐山部屋                                                                                              | |
| 熊ヶ谷部屋   | 前頭8・芳野嶺   | 立浪・伊勢ヶ濱      | 1996年5月  | 12代熊ヶ谷が停年直前に部屋を閉鎖したため                                                     | 立浪部屋                                                                                              | |
| 木瀬部屋     | 前頭9・清ノ森   | 立浪・伊勢ヶ濱      | 2000年2月  | 10代木瀬が停年直前に部屋を閉鎖したため                                                       | 桐山部屋                                                                                              | |
| 立田川部屋   | 関脇・青ノ里    | 時津風              | 2000年9月  | 14代立田川が停年直前に部屋を閉鎖したため                                                     | 陸奥部屋                                                                                              | |
| 甲山部屋     | 前頭1・大雄     | 時津風              | 2002年7月  | 所属力士が0人となったため                                                                    | 湊部屋                                                                                                | |
| 武隈部屋     | 関脇・黒姫山    | 立浪・伊勢ヶ濱      | 2004年3月  | 所属力士が0人となったため                                                                    | 友綱部屋                                                                                              | |
| 押尾川部屋   | 大関・大麒麟    | 二所ノ関            | 2005年3月  | 17代押尾川が停年前に部屋を閉鎖したため                                                       | *尾車部屋 * 大嶽部屋 * 錦戸部屋                                                                       | |
| 二十山部屋   | 大関・北天佑    | 出羽海              | 2006年6月  | 13代二十山死去のため                                                                         | 北の湖部屋                                                                                            | |
| 伊勢ヶ濱部屋 | 前頭1・和晃     | 立浪                | 2007年1月  | 8代伊勢ヶ濱が停年前に部屋を閉鎖したため                                                      | * 桐山部屋 * 高島部屋                                                                                 | |
| 荒磯部屋     | 小結・二子岳    | 二所ノ関            | 2008年9月  | 12代荒磯が停年直前に部屋を閉鎖したため                                                       | * 松ヶ根部屋 * 花籠部屋                                                                               | |
| 木瀬部屋     | 前頭1・肥後ノ海 | 出羽海              | 2010年5月  | 11代木瀬の不祥事により部屋閉鎖処分となったため                                               | 北の湖部屋                                                                                            | 2012年4月処分解除に伴い再興                                                                          |
| 桐山部屋     | 小結・黒瀬川    | 立浪                | 2011年1月  | 20代桐山が停年前に部屋を閉鎖したため                                                         | * 朝日山部屋 * 追手風部屋 * 友綱部屋                                                                  | |
| 高島部屋     | 関脇・高望山    | 立浪                | 2011年6月  | 所属力士が0人となったため                                                                    | 春日山部屋                                                                                            | |
| 田子ノ浦部屋 | 前頭1・久島海   | 出羽海              | 2012年2月  | 14代田子ノ浦死去のため                                                                       | * 出羽海部屋 * 春日野部屋                                                                             | 平成以降で初めて所属力士が2部屋以上に分かれて移籍                                                    |
| 大島部屋     | 大関・旭國      | 立浪                | 2012年4月  | 2代大島が停年のため                                                                          | 友綱部屋                                                                                              | |
| 花籠部屋     | 関脇・太寿山    | 二所ノ関            | 2012年5月  | 15代花籠が停年前に部屋を閉鎖したため                                                         | 峰崎部屋                                                                                              | |
| 中村部屋     | 関脇・富士櫻    | 高砂                | 2012年12月 | 10代中村が停年直前に部屋を閉鎖したため                                                       | * 東関部屋 * 八角部屋                                                                                 | |
| 二所ノ関部屋 | 関脇・金剛      | 二所ノ関            | 2013年1月  | 所属力士が0人となったため                                                                    | * 松ヶ根部屋 * 春日野部屋                                                                             | |
| 放駒部屋     | 大関・魁傑      | 二所ノ関            | 2013年2月  | 17代放駒が停年直前に部屋を閉鎖したため                                                       | 芝田山部屋                                                                                            | |
| 間垣部屋     | 横綱・若乃花    | 貴乃花              | 2013年3月  | 18代間垣が停年前に部屋を閉鎖したため                                                         | 伊勢ヶ濱部屋                                                                                          | |
| 三保ヶ関部屋 | 大関・増位山    | 出羽海              | 2013年10月 | 10代三保ヶ関が停年直前に部屋を閉鎖したため                                                   | * 春日野部屋 * 北の湖部屋                                                                             | |
| 朝日山部屋   | 大関・大受      | 伊勢ヶ濱            | 2015年1月  | 18代朝日山が停年直前に部屋を閉鎖したため                                                     | * 伊勢ヶ濱部屋 * 浅香山部屋                                                                           | |
| 春日山部屋   | 前頭11・濵錦    | 伊勢ヶ濱            | 2016年10月 | 21代春日山の師匠不適格処分に伴い部屋が一時閉鎖処分となったため                               | 追手風部屋                                                                                            | 2017年中川部屋として再興                                                                             |
| 貴乃花部屋   | 横綱・貴乃花    | 無所属 （旧貴乃花） | 2018年10月 | 一代年寄貴乃花が相撲協会を退職したため                                                       | 千賀ノ浦部屋                                                                                          | |
| 井筒部屋     | 関脇・逆鉾      | 時津風              | 2019年9月  | 15代井筒死去のため                                                                           | 陸奥部屋                                                                                              | 15代井筒の死去が本場所中のため、本場所終了までは鏡山部屋の一時預かりとなり本場所終了後陸奥部屋へ移籍 |
| 中川部屋     | 前頭14・旭里    | 時津風              | 2020年7月  | 15代中川の不適切指導による懲戒処分（部屋閉鎖）のため                                         | * 時津風部屋 * 友綱部屋 * 片男波部屋 * 宮城野部屋 * 朝日山部屋 * 追手風部屋 * 荒汐部屋 * 伊勢ノ海部屋 | |
| 東関部屋     | 小結・高見盛    | 高砂                | 2021年4月  | 14代東関が停年前に部屋を閉鎖したため                                                         | 八角部屋                                                                                              | |
| 峰崎部屋     | 前頭2・三杉磯   | 二所ノ関            | 2021年4月  | 7代峰崎が停年直前に部屋を閉鎖したため                                                        | * 芝田山部屋 * 高田川部屋 * 西岩部屋                                                                  | |
| 鏡山部屋     | 関脇・多賀竜    | 時津風              | 2021年7月  | 8代鏡山が停年前に部屋を閉鎖したため                                                          | 伊勢ノ海部屋                                                                                          | |
| 尾車部屋     | 大関・琴風      | 二所ノ関            | 2022年2月  | 8代尾車が停年直前に部屋を閉鎖したため                                                        | * 押尾川部屋 * 二所ノ関部屋                                                                           | |
| 宮城野部屋   | 横綱・白鵬      | 伊勢ヶ濱            | 2024年4月  | 13代宮城野に対する「師匠、親方の指導教育」を実施するため部屋が伊勢ヶ濱一門預かりとなったため | 伊勢ヶ濱部屋                                                                                          | |
| 陸奥部屋     | 大関・初代霧島  | 時津風              | 2024年4月  | 9代陸奥が停年直前に部屋を閉鎖したため                                                        | * 音羽山部屋 * 荒汐部屋 * 追手風部屋 * 伊勢ノ海部屋                                                   | |

#### 部屋名の変更によるもの
| 部屋名       | 師匠           | 一門     | 消滅年月   | 変更後の部屋名 | 変更理由                                                             | 備考                                                                               |
| ------------ | -------------- | -------- | ---------- | -------------- | -------------------------------------------------------------------- | ---------------------------------------------------------------------------------- |
| 藤島部屋     | 大関・貴ノ花   | 二所ノ関 | 1993年2月  | 二子山部屋     | 藤島部屋と二子山部屋が合併し、12代藤島が11代二子山に名跡変更したため |                                                                                    |
| 若松部屋     | 大関・朝潮     | 高砂     | 2002年2月  | 高砂部屋       | 若松部屋と高砂部屋が合併し、11代若松が7代高砂に名跡変更したため      |                                                                                    |
| 中立部屋     | 小結・両国     | 出羽海   | 2003年1月  | 境川部屋       | 12代中立が13代境川に名跡変更したため                                 |                                                                                    |
| 大鵬部屋     | 横綱・大鵬     | 二所ノ関 | 2004年1月  | 大嶽部屋       | 一代年寄大鵬から16代大嶽へ部屋を継承したため                         |                                                                                    |
| 二子山部屋   | 大関・貴ノ花   | 二所ノ関 | 2004年2月  | 貴乃花部屋     | 11代二子山から一代年寄貴乃花へ部屋を継承したため                     |                                                                                    |
| 安治川部屋   | 横綱・旭富士   | 立浪     | 2007年11月 | 伊勢ヶ濱部屋   | 4代安治川が9代伊勢ヶ濱に名跡変更したため                             |                                                                                    |
| 武蔵川部屋   | 横綱・三重ノ海 | 出羽海   | 2010年9月  | 藤島部屋       | 14代武蔵川から18代藤島へ部屋を継承したため                           |                                                                                    |
| 鳴戸部屋     | 前頭8・隆の鶴  | 二所ノ関 | 2013年12月 | 田子ノ浦部屋   | 14代鳴戸が16代田子ノ浦に名跡変更したため                             |                                                                                    |
| 松ヶ根部屋   | 大関・若嶋津   | 二所ノ関 | 2014年12月 | 二所ノ関部屋   | 9代松ヶ根が12代二所ノ関に名跡変更したため                            |                                                                                    |
| 北の湖部屋   | 横綱・北の湖   | 出羽海   | 2015年11月 | 山響部屋       | 一代年寄北の湖の死去に伴い、20代山響が部屋を継承したため             | 一代年寄北の湖の死去が本場所中だったため本場所終了までは20代山響が師匠代行を務めた |
| 千賀ノ浦部屋 | 小結・隆三杉   | 二所ノ関 | 2020年11月 | 常盤山部屋     | 20代千賀ノ浦が17代常盤山に名跡変更したため                           |                                                                                    |
| 二所ノ関部屋 | 大関・若嶋津   | 二所ノ関 | 2021年12月 | 放駒部屋       | 12代二所ノ関から18代放駒へ部屋を継承したため                         | 名称変更時に床山1名が片男波部屋へ移籍                                              |
| 荒磯部屋     | 横綱・稀勢の里 | 二所ノ関 | 2021年12月 | 二所ノ関部屋   | 16代荒磯が13代二所ノ関に名跡変更したため                             |                                                                                    |
| 友綱部屋     | 関脇・旭天鵬   | 伊勢ヶ濱 | 2022年2月  | 大島部屋       | 11代友綱が6代大島に名跡変更したため                                  |                                                                                    |
| 入間川部屋   | 関脇・栃司     | 出羽海   | 2023年2月  | 雷部屋         | 16代入間川から17代雷へ部屋を継承したため                             | 名称変更時に15代若藤が木瀬部屋へ移籍                                               |

### 平成以前
左から閉鎖した部屋名、閉鎖した年、閉鎖時点の師匠の現役名。
- 大山部屋 1986年　大飛進
- 花籠部屋1985年　輪島大士
- 高島部屋 1982年 三根山隆司
- 君ヶ濱部屋1978年　鶴ヶ嶺昭男
- 間垣部屋 1975年 清水川明於
- 中川部屋 1973年 清恵波清隆
- 谷川部屋1969年　八幡野平八郎[注釈 71]
- 湊川部屋1965年　十勝岩豊
- 小野川部屋1965年 錦華山大五郎 [注釈 72]
- 追手風部屋1965年　清水川元吉
- 錦島部屋1964年　木村今朝三
- 振分部屋1964年　朝潮太郎　(3代)
- 佐ノ山部屋1964年 國登國生
- 立川部屋1963年　緋縅力弥 (1922年生)
- 大鳴戸部屋1963年　二瀬山勝語
- 浦風部屋1962年　太郎山勇吉 [注釈 73]
- 雷部屋1961年 番神山政三郎
- 中村部屋1961年　楯甲新蔵
- 熊ヶ谷部屋1961年　三根山隆司
- 荒磯部屋1961年　照國萬蔵 [注釈 74]
- 吉葉山道場1960年　吉葉山潤之輔
- 陸奥部屋1960年 大潮清治郎
- 佐ノ山部屋1960年 朝響信親
- 宮城野部屋1957年　鳳谷五郎
- 熊ヶ谷部屋1957年　敷嶌猪之助 [注釈 75]
- 西岩部屋1956年　鯱ノ里一郎 [注釈 76]
- 富士ヶ根部屋1955年　若湊三郎 [注釈 77]
- 武隈部屋1954年　両國勇治郎 [注釈 78]
- 陣幕部屋 1954年　青葉山徳雄 [注釈 79]
- 式秀部屋1954年　有明五郎
- 芝田山部屋1953年　大ノ海久光
- 尾上部屋1952年　野州山義朗 [注釈 80]
- 安治川部屋1951年　巴潟誠一
- 山分部屋 1949年　駒ノ里秀雄
- 若藤部屋 1948年　越ノ海東治郎
- 振分部屋 1948年　浪ノ音健蔵 [注釈 81]
- 湊川部屋 1948年　綾錦由之丞
- 枝川部屋 1947 海光山大五郎
- 春日山部屋 1947年　藤ノ川雷五郎
- 甲山部屋 1947年　小松山貞造
- 玉ノ井部屋 1947年　陸奥錦秀二郎
- 友綱部屋 1947年　矢筈山登
- 花籠部屋 1947年　三杉礒善七
- 中川部屋 1947年　吉野山要治郎
- 二子山部屋 1947年　土州山役太郎
- 双葉山道場1946年　双葉山定次
- 音羽山部屋1946年　白岩亮治 [注釈 82]
- 立田山部屋1946年 能代潟錦作
- 三保ヶ関部屋 1946年　滝ノ海調太郎
- 谷川部屋 1946年　黒瀬川浪之助
- 高崎部屋 1946年　錦華山大五郎
- 佐渡ヶ嶽部屋 1946年　阿久津川高一郎
- 鏡山部屋 1945年　金木山弥一郎
- 芝田山部屋 1944年　宮城山福松
- 高田川部屋 1944年　早瀬川一栄 [注釈 83]
- 玉垣部屋 1943年　巴潟誠一
- 式秀部屋 1943年　有明吾郎
- 片男波部屋 1943年　開月勘太郎 [注釈 84]
- 千賀ノ浦部屋 1943年　幡瀬川邦七郎
- 甲山部屋 1943年　小田ノ山権蔵
- 二十山部屋 1943年　小錦八十吉 (1887年生)
- 荒汐部屋 1943年　殿り卯三郎
- 粂川部屋 1942年　鏡岩善四郎
- 時津風部屋 1941年　小九紋竜梅吉 [注釈 85]
- 尾車部屋 1941年　大戸平吉太郎 [注釈 86]
- 八角部屋 1940年　大鳴門灘右エ門 (1887年生) [注釈 87]
- 出来山部屋 1938年　紫雲竜吉之助
- 松ヶ根部屋 1935年　紅葉川規知朝
- 押尾川部屋 1935年　時ノ矢五郎
- 待乳山部屋 1934年　光風貞太郎
- 九重部屋 1934年　豊國福馬
- 浅香山部屋 1934年　西ノ海嘉治郎　(3代)
- 武蔵川部屋 1933年　鴨緑江渡右衛門
- 山科部屋 1933年　柏山吾郎
- 白玉部屋 1932年　宮城山福松
- 片男波部屋 1932年　高緑太三郎
- 中川部屋 1931年　鬼鹿毛清七
- 錦戸部屋 1931年　錦戸春吉
- 浦風部屋 1931年　浦ノ濱栄治郎
- 立田山部屋 1930年　白岩亮治
- 岩友部屋1930年　響矢由太郎
- 清見潟部屋1930年　岩木山孫平
- 楯山部屋1930年 国ノ音治三郎
- 追手風部屋1929年 追手風政吉
- 中立部屋1928年　伊勢ノ濱慶太郎
- 千賀ノ浦部屋1928年　綾川五郎次
- 白玉部屋1928年　玉椿憲太郎
- 湊川部屋1928年　綾浪源鋭
- 千田川部屋1928年　木村喜三郎
- 田子ノ浦部屋1927年　鬼ヶ谷才治
- 浅香山部屋1927年　八嶌山平八郎
- 湊部屋1927年　日ノ出山常吉
- 荒磯部屋1927年　鶴渡清治郎
- 雷部屋1927年　梅ヶ谷藤太郎　(2代)
- 桐山部屋1927年　高武蔵源太郎
- 勝ノ浦部屋1927年滝ノ音啓五郎
- 錣山部屋1925年 小金山伝治郎
- 入間川部屋1923年　両國梶之助
- 音羽山部屋1923年 梅垣直治郎
- 不知火部屋 1923年　松の音吉松
- 藤島部屋1923年 藤見嶽虎之助
- 春日山部屋1923年 當り矢信太郎
- 立川部屋1923年 甲吾郎
- 峰崎部屋1922年 木村銀治郎　(2代)
- 高島部屋1922年 谷ノ音喜市
- 花籠部屋1921年 荒岩亀之助
- 佐ノ山部屋1921年 朝汐太郎　(初代)
- 大嶽部屋1920年 玉手山七郎
- 東関部屋1920年 太刀山峰右エ門
- 根岸部屋 1920年代？　根岸治右衛門　(10代)
- 待乳山部屋1919年 大砲万右エ門
- 稲川部屋1916年　稲川政右エ門 (1871年生)
- 錦戸部屋1916年 錦戸春吉
- 甲山部屋1915年 大甲信太郎
- 秀ノ山部屋1914年　天津風雲右エ門
- 入間川部屋1911年 有村直吉
- 武蔵川部屋1911年 劔山谷右エ門 (1852年生)
- 千賀ノ浦部屋1910年 大泉保吉
- 関ノ戸部屋1910年代？　逆鉾与治郎
- 竹縄部屋 1910年代？　千歳川絹治
- 八角部屋1908年 大鳴門灘右エ門 (大関)
- 立田川部屋1907年 朝日嶽鶴之助 (幕下)
- 玉垣部屋1905年 浦ノ海光太郎
- 木瀬部屋1905年 木村瀬平
- 千賀ノ浦部屋1904年 大達羽左エ門
- 九重部屋1903年 浦湊喜太郎
- 濱風部屋1900年代？稲葉山菊二郎

以下は存在時期及び、師匠が不明な部屋である。
- 雷電部屋
- 木村庄之助部屋
- 式守伊之助部屋
- 秋津嶋部屋
- 阿蘇ヶ嶽部屋
- 出水川部屋
- 梅ヶ谷部屋
- 大木戸部屋
- 大橋部屋
- 神楽部屋
- 柏戸部屋
- 御所ヶ浦部屋
- 御所車部屋
- 呉服部屋
- 小松山部屋
- 竹嶋部屋
- 千歳川部屋
- 笘ヶ嶋部屋
- 名取川部屋
- 捻鉄部屋
- 八ッヶ峰部屋
- 雪見山部屋
- 四賀峰部屋
- 七ツ森部屋

## 部屋の創設・継承資格
もともと部屋の分離独立に関する基準はなく、理事会で承認されればどの年寄でも部屋を新設することができたが、上述の部屋数の急増を受けて、平成中期に部屋創設の要件に該当年寄の現役時代の成績の制限を加えた。
部屋創設（分家独立）の要件
2006年9月28日制定。以下の要件を満たし、引退から1年以上経過した後、師匠の了承と理事会の承認を得ること。
1. 横綱もしくは大関（大関から陥落した力士も含む）
2. 三役（関脇・小結）通算25場所以上
3. 幕内通算60場所以上（番付制限なし）

既存の部屋の継承に限定した要件
1998年5月1日制定。現役力士が理事会で相撲部屋継承者と認められれば、通常の年寄襲名条件（年寄名跡#襲名条件を参照）ではなく、例外規定を適用し、現役を引退して部屋を継承することが可能となった。条件は以下。
1. 幕内通算12場所以上[31]
2. 幕内・十両（関取）通算20場所以上[31]

### 現在の有資格者
部屋付きの年寄で部屋創設の条件を満たしたもの
| 年寄名                               | 現役時代の四股名 | 条件                          | 備考           |
| ------------------------------------ | ---------------- | ----------------------------- | -------------- |
| 大鳴戸武春 おおなると たけはる       | 出島武春         | 元大関                        |                |
| 湊川貴信 みなとがわ たかのぶ         | 貴景勝貴信       | 元大関                        |                |
| 清見潟雄一郎 きよみがた ゆういちろう | 栃煌山雄一郎     | 三役通算25場所 (最高位：関脇) |                |
| 竹縄泰一 たけなわ たいいち           | 栃乃洋泰一       | 幕内通算81場所 (最高位：関脇) |                |
| 立川敏生 たてかわ としお             | 土佐ノ海敏生     | 幕内通算80場所 (最高位：関脇) |                |
| 君ヶ濱歩 きみがはま あゆみ           | 隠岐の海歩       | 幕内通算75場所 (最高位：関脇) |                |
| 岩友亘右 いわとも こうすけ           | 碧山亘右         | 幕内通算71場所 (最高位：関脇) | ブルガリア出身 |
| 振分泰成 ふりわけ やすなり           | 妙義龍泰成       | 幕内通算71場所 (最高位：関脇) |                |
| 友綱一郎 ともづな いちろう           | 魁聖一郎         | 幕内通算60場所 (最高位：関脇) | ブラジル出身   |
| 粂川佳弘 くめがわ よしひろ           | 琴稲妻佳弘       | 幕内通算60場所 (最高位：小結) |                |

### 規定が適用された例
この規定になって以降、部屋を新設したのは12例である。
| 部屋名     | 創設年月   | 年寄名 (現役時代の四股名) | 条件 (独立時の所属部屋)                      | 備考                               |
| ---------- | ---------- | ------------------------- | -------------------------------------------- | ---------------------------------- |
| 武蔵川部屋 | 2013年4月  | 武蔵川光偉 (武蔵丸光洋)   | 第67代横綱 (藤島部屋)                        | アメリカ合衆国出身                 |
| 浅香山部屋 | 2014年2月  | 浅香山博之 (魁皇博之)     | 元大関 (友綱部屋)                            |                                    |
| 朝日山部屋 | 2016年6月  | 朝日山宗功 (琴錦功宗)     | 三役通算34場所 (最高位：関脇) (尾車部屋)     | 出身部屋は佐渡ヶ嶽部屋             |
| 鳴戸部屋   | 2017年4月  | 鳴戸勝紀 (琴欧洲勝紀)     | 元大関 (佐渡ヶ嶽部屋)                        | ブルガリア出身                     |
| 西岩部屋   | 2018年2月  | 西岩忍 (若の里忍)         | 三役通算26場所 (最高位：関脇) (田子ノ浦部屋) |                                    |
| 二子山部屋 | 2018年4月  | 二子山雅高 (雅山哲士)     | 元大関 (藤島部屋)                            |                                    |
| 荒磯部屋   | 2021年8月  | 荒磯寛 (稀勢の里寛)       | 第72代横綱 (田子ノ浦部屋)                    | 2021年12月24日、二所ノ関部屋に改称 |
| 武隈部屋   | 2022年2月  | 武隈豪太郎 (豪栄道豪太郎) | 元大関 (境川部屋)                            |                                    |
| 押尾川部屋 | 2022年2月  | 押尾川旭 (豪風旭)         | 幕内通算86場所 (最高位：関脇) (尾車部屋)     |                                    |
| 安治川部屋 | 2022年12月 | 安治川竜児 (安美錦竜児)   | 幕内通算97場所 (最高位：関脇) (伊勢ヶ濱部屋) |                                    |
| 音羽山部屋 | 2023年12月 | 音羽山力三郎 (鶴竜力三郎) | 第71代横綱 (陸奥部屋)                        | モンゴル出身                       |
| 中村部屋   | 2024年6月  | 中村雅継 (嘉風雅継)       | 幕内通算79場所 (最高位：関脇) (二所ノ関部屋) | 出身部屋は尾車部屋                 |
| 秀ノ山部屋 | 2024年10月 | 秀ノ山和弘 (琴奨菊和弘)   | 元大関 (佐渡ヶ嶽部屋)                        |                                    |

なお、この規定が制定されて以降木瀬部屋が2012年4月に北の湖部屋から独立、中川部屋が2017年1月に追手風部屋から独立が承認されているが、木瀬部屋は2010年5月31日の閉鎖処分の解除による再興のため、中川部屋は2016年10月17日に閉鎖処分を受けて一時的に消滅した旧春日山部屋の再興のため新設には当たらないとされている。
また、既存の部屋の継承に限定した要件で、現役を引退して部屋を継承したのは2例である。
| 部屋名     | 継承年    | 四股名 (最高位)   | 条件           | 備考 |
| ---------- | --------- | ----------------- | -------------- | --- |
| 宮城野部屋 | 2004年8月 | 金親和憲 (十両2)  | 関取通算24場所 | 2010年12月に15代熊ヶ谷(元幕内竹葉山)と名跡交換をして部屋の師匠から退く。 2015年10月日本相撲協会を解雇。                      |
| 春日山部屋 | 2012年1月 | 濱錦竜郎 (前頭11) | 関取通算27場所 | 2016年10月師匠辞任勧告により春日山部屋が閉鎖となり追手風部屋へ移籍したため部屋の師匠から退く。 2017年1月日本相撲協会を退職。 |

なお、部屋の師匠が停年もしくは逝去したことに伴い部屋付きの親方が師匠になる場合は条件等の制限はない。

## 各種部屋別記録
最多横綱昇進
出羽海部屋 8人（大錦卯一郎、栃木山守也、常ノ花寛市、武藏山武、安藝ノ海節男、千代の山雅信、佐田の山晋松、三重ノ海剛司）
最多幕内最高優勝
九重部屋 52回（北の富士勝昭10回、千代の富士貢31回、北勝海信芳8回、千代大海龍二3回）
- 元千代の山の旧九重部屋は師匠の死で消滅、独立して井筒部屋を興していた元北の富士がこれを吸収して、新九重部屋となったもので、ふたつの九重部屋は厳密には別の部屋という見方もある。同様に、千代の富士引退とともに、元北の富士は部屋を譲り、独立した八角部屋（元北勝海）に所属したので、これも別の部屋という考え方も可能になる。北の富士の10回および千代大海の3回の優勝を数えないとすれば、39回になる。そうなると、出羽海部屋の49回が最多にみえるが、出羽海部屋も、1922年6月の常陸山死去のあと、独立して入間川部屋を興していた元両国が吸収したともいえるので、常陸山時代の常陸山1回、両国1回、大錦5回、栃木山5回、常ノ花1回を減らせば36回になる。すると、白鵬1人のみで45回優勝の宮城野部屋が最多となる。

最多連続幕内最高優勝
出羽海部屋 10場所連続（大正6年1月～大正10年5月、栃木山守也5回、大錦卯一郎4回、常ノ花寛市1回）
九重部屋 10場所連続（昭和60年9月～昭和62年3月、千代の富士貢8回、北勝海信芳2回）
同一部屋力士による三賞独占（受賞者3人以上）
出羽海部屋（昭和24年5月、殊勲賞：千代の山雅信、敢闘賞：羽島山昌乃武、技能賞：五ツ海義男）
優勝も同部屋の増位山大志郎。
藤島部屋（平成3年5月、殊勲賞：貴花田光司、敢闘賞：安芸ノ島勝己：貴闘力忠茂、技能賞：該当者なし）
二子山部屋（平成5年5月、殊勲賞：若ノ花勝、敢闘賞：貴ノ浪貞博、技能賞：貴闘力忠茂）
優勝も同部屋の貴ノ花光司。

## 相撲部屋制度そのものの廃止論について
相撲部屋制度は、伝統として江戸時代から存続してきたが、次のように、相撲部屋制度そのものの廃止が提唱されたこともある。
2024年2月23日の北青鵬の暴力行為での引退を受け、フリーアナウンサーの宮根誠司は、相撲部屋での共同生活が暴力の温床になっているのではと推察し、相撲部屋制度そのものを廃止すべきであると提唱している。ただ、相撲部屋制度廃止が提唱されることは歴史上初めてではなく、大正期に学生相撲の隆盛や近代スポーツの日本社会への浸透を背景に、相撲関係のジャーナリストや著名人から相撲部屋制度の廃止、弟子養成システムの合理化などの意見が出されたこともあり、また「野球界」昭和3年号でも相撲部屋制度廃止論が掲載されていたが、実現には至らなかった。

## 相撲部屋を題材としたテレビドラマ
- ひらり（1992年、NHK連続テレビ小説）
- まったナシ! （1992年、日本テレビ土曜グランド劇場）
- おかみさんドスコイ!!（2002年、MBSドラマ30）